# BAFL Elite Division 2017
La BAFL Elite Division 2017 è stata la 30ª edizione del campionato di football americano di primo livello, organizzato dalla BAFL.

## Squadre partecipanti
| Club                          | Città        | Stadio | Sponsor ufficiale | Risultato nella stagione 2016 |
| ----------------------------- | ------------ | ------ | ----------------- | ----------------------------- |
| Antwerp Argonauts             | Anversa      |        |                   |                               |
| Brussels Black Angels         | Bruxelles    |        |                   | Finalisti                     |
| Brussels Tigers               | Bruxelles    |        |                   | Semifinalisti                 |
| Ghent Gators                  | Gand         |        |                   | Wild Card                     |
| Grez-Doiceau Fighting Turtles | Grez-Doiceau |        |                   | Semifinalisti                 |
| Liège Monarchs                | Liegi        |        |                   | Wild Card                     |
| Ostend Pirates                | Ostenda      |        |                   | Campioni del Belgio           |
| Waterloo Warriors             | Waterloo     |        |                   |                               |

## Stagione regolare

### Calendario

#### 1ª giornata
| Sint-Denijs-Westrem 5 marzo 2017, ore 14:00 | Ghent Gators | 42 – 26 | Waterloo Warriors |  |

| Anversa 5 marzo 2017, ore 14:00 | Antwerp Argonauts | 0 – 16 | Brussels Tigers |  |

| Ostenda 5 marzo 2017, ore 14:00 | Ostend Pirates | 29 – 0 | Grez-Doiceau Fighting Turtles |  |

| Bruxelles 5 marzo 2017, ore 14:00 | Brussels Black Angels | 34 – 0 | Liège Monarchs |  |

#### 2ª giornata
| Liegi 19 marzo 2017, ore 14:00 | Liège Monarchs | 0 – 75 | Brussels Tigers |  |

| Anversa 19 marzo 2017, ore 14:00 | Antwerp Argonauts | 0 – 49 | Brussels Black Angels |  |

| Sint-Denijs-Westrem 19 marzo 2017, ore 14:00 | Ghent Gators | 38 – 0 | Ostend Pirates |  |

| Waterloo 19 marzo 2017, ore 14:00 | Waterloo Warriors | 32 – 12 | Grez-Doiceau Fighting Turtles |  |

#### 3ª giornata
| Waterloo 2 aprile 2017, ore 14:00 | Waterloo Warriors | 0 – 39 | Brussels Black Angels |  |

| Archennes 2 aprile 2017, ore 14:00 | Grez-Doiceau Fighting Turtles | 32 – 20 | Antwerp Argonauts |  |

| Liegi 2 aprile 2017, ore 14:00 | Liège Monarchs | 6 – 20 | Ostend Pirates |  |

| Evere 2 aprile 2017, ore 14:00 | Brussels Tigers | 77 – 14 | Ghent Gators |  |

#### 4ª giornata
| Evere 16 aprile 2017, ore 14:00 | Brussels Tigers | 105 – 6 | Grez-Doiceau Fighting Turtles |  |

| Sint-Denijs-Westrem 16 aprile 2017, ore 14:00 | Ghent Gators | 48 – 9 | Antwerp Argonauts |  |

| Liegi 16 aprile 2017, ore 14:00 | Liège Monarchs | 6 – 6 | Waterloo Warriors |  |

| Ostenda 16 aprile 2017, ore 14:00 | Ostend Pirates | 0 – 34 | Brussels Black Angels |  |

#### 5ª giornata
| Anderlecht 30 aprile 2017, ore 14:00 | Brussels Black Angels | 21 – 8 | Brussels Tigers |  |

| Sint-Denijs-Westrem 30 aprile 2017, ore 14:00 | Ghent Gators | 56 – 14 | Grez-Doiceau Fighting Turtles |  |

| Anversa 30 aprile 2017, ore 14:00 | Antwerp Argonauts | 23 – 6 | Liège Monarchs |  |

| Ostenda 30 aprile 2017, ore 14:00 | Ostend Pirates | 37 – 6 | Waterloo Warriors |  |

#### 6ª giornata
| Archennes 14 maggio 2017, ore 14:00 | Grez-Doiceau Fighting Turtles | 0 – 70 | Brussels Black Angels |  |

| Liegi 14 maggio 2017, ore 14:00 | Liège Monarchs | 6 – 20 | Ghent Gators |  |

| Evere 14 maggio 2017, ore 14:00 | Brussels Tigers | 40 – 7 | Ostend Pirates |  |

| Waterloo 14 maggio 2017, ore 14:00 | Waterloo Warriors | 17 – 10 | Antwerp Argonauts |  |

#### 7ª giornata
| Evere 28 maggio 2017, ore 14:00 | Brussels Tigers | 34 – 0 | Waterloo Warriors |  |

| Archennes 28 maggio 2017, ore 14:00 | Grez-Doiceau Fighting Turtles | 14 – 19 | Liège Monarchs |  |

| Ostenda 28 maggio 2017, ore 14:00 | Ostend Pirates | 27 – 6 | Antwerp Argonauts |  |

| Anderlecht 28 maggio 2017, ore 14:00 | Brussels Black Angels | 50 – 0 (a tavolino) | Ghent Gators |  |

### Classifica

#### BAFL
La classifica della regular season è la seguente:
- PCT = percentuale di vittorie, G = partite giocate, V = partite vinte,  P = partite perse, PF = punti fatti, PS = punti subiti

| Pos. | Squadra                       | PCT   | G | V | N | P | PF  | PS  |
| ---- | ----------------------------- | ----- | - | - | - | - | --- | --- |
| 1    | Brussels Black Angels         | 1.000 | 7 | 7 | 0 | 0 | 297 | 8   |
| 2    | Brussels Tigers               | .857  | 7 | 6 | 0 | 1 | 311 | 41  |
| 3    | Ghent Gators                  | .714  | 7 | 5 | 0 | 2 | 218 | 162 |
| 4    | Ostend Pirates                | .571  | 7 | 4 | 0 | 3 | 120 | 134 |
| 5    | Waterloo Warriors             | .357  | 7 | 2 | 1 | 4 | 67  | 180 |
| 6    | Liège Monarchs                | .214  | 7 | 1 | 1 | 5 | 43  | 192 |
| 7    | Grez-Doiceau Fighting Turtles | .143  | 7 | 1 | 0 | 6 | 78  | 331 |
| 8    | Antwerp Argonauts             | .143  | 7 | 1 | 0 | 6 | 68  | 195 |

#### FAFL
| Pos. | Squadra               | PCT   | G | V | N | P | PF  | PS  |
| ---- | --------------------- | ----- | - | - | - | - | --- | --- |
| 1    | Brussels Black Angels | 1.000 | 7 | 7 | 0 | 0 | 297 | 8   |
| 2    | Ghent Gators          | .714  | 7 | 5 | 0 | 2 | 218 | 162 |
| 3    | Ostend Pirates        | .571  | 7 | 4 | 0 | 3 | 120 | 134 |
| 4    | Antwerp Argonauts     | .143  | 7 | 1 | 0 | 6 | 68  | 195 |

#### LFFA
| Pos. | Squadra                       | PCT  | G | V | N | P | PF  | PS  |
| ---- | ----------------------------- | ---- | - | - | - | - | --- | --- |
| 1    | Brussels Tigers               | .857 | 7 | 6 | 0 | 1 | 311 | 41  |
| 2    | Waterloo Warriors             | .357 | 6 | 2 | 1 | 4 | 67  | 180 |
| 3    | Liège Monarchs                | .214 | 7 | 1 | 1 | 5 | 43  | 192 |
| 4    | Grez-Doiceau Fighting Turtles | .143 | 7 | 1 | 0 | 6 | 78  | 331 |

## Playoff e playout

### Tabellone
|  | Semifinali | Semifinali            | Semifinali |                 |       | XXX Belgian Bowl      | XXX Belgian Bowl | XXX Belgian Bowl |  |
|  |            |                       |            |                 |       |                       |                  |                  |  |
|  | BAFL1      | Brussels Black Angels | 62         |                 |       |                       |                  |                  |  |
|  | BAFL1      | Brussels Black Angels | 62         |                 |       |                       |                  |                  |  |
|  | BAFL4      | Waterloo Warriors     | 6          |                 |       |                       |                  |                  |  |
|  | BAFL4      | Waterloo Warriors     | 6          |                 | BAFL1 | Brussels Black Angels | 27               |                  |  |
|  |            |                       |            |                 | BAFL1 | Brussels Black Angels | 27               |                  |  |
|  |            |                       | BAFL2      | Brussels Tigers | 20    |                       |                  |                  |  |
|  | BAFL3      | Ostend Pirates        | BAFL2      | Brussels Tigers | 20    | 0                     |                  |                  |  |
|  | BAFL3      | Ostend Pirates        |            |                 |       |                       |                  |                  |  |
|  | BAFL2      | Brussels Tigers       | 58         |                 |       |                       |                  |                  |  |

### Semifinali
| Anderlecht 11 giugno 2017, ore 14:00 | Brussels Black Angels | 62 – 6 | Waterloo Warriors |  |

| Evere 11 giugno 2017, ore 14:00 | Brussels Tigers | 58 – 0 | Ostend Pirates |  |

### Playout
| Andenne 25 giugno 2017, ore 12:00 | Charleroi Coal Miners | 12 – 0 | Grez-Doiceau Fighting Turtles |  |

| Beringen 25 giugno 2017, ore 14:00 | Limburg Shotguns | - – - | Antwerp Argonauts |  |

### XXX Belgian Bowl
| Beringen 1º luglio 2017, ore 19:00 | Brussels Black Angels | 27 – 20 | Brussels Tigers |  |

## Verdetti
- Brussels Black Angels Campioni del Belgio 2017
- Charleroi Coal Miners promossi dalla LFFA DII
- Grez-Doiceau Fighting Turtles retrocessi in LFFA DII
- Limburg Shotguns promossi dalla FAFL DII
- Ghent Gators retrocessi in FAFL DII